# Énergie de Planck
L'énergie de Planck est l'unité naturelle d'énergie, désignée par EP.
Elle est définie par,, :
{\displaystyle E_{p}={\sqrt {\frac {c^{5}\hbar }{G}}}\simeq 1,\!956\times 10^{9}\;{\rm {J}}},
soit environ 1019 GeV, où :
- {\displaystyle c} est la vitesse de la lumière[3],[4] dans le vide[5] ;
- {\displaystyle \hbar } est la constante de Planck[3] réduite[4] ;
- {\displaystyle G} est la constante de Newton[3],[6].

## Interprétations

### Particule de Planck
C'est l'énergie maximale d'un photon qui aurait la fréquence de Planck.
Elle correspond à l'agitation thermique présente à la température de Planck. Elle est aussi la quantité d'énergie contenue dans une masse de Planck au repos (une vingtaine de microgrammes, soit approximativement la masse d'une petite puce).

### Théorie des cordes
En théorie des cordes, l'énergie de Planck est le quantum de l'énergie que peut prendre une corde vibrante.

### Unification des forces
L'énergie de Planck correspond au domaine où la force gravitationnelle d'une particule devient une interaction « forte ».
La force gravitationnelle dépend de la masse de la particule. Aux faibles vitesses, la force de gravité est extrêmement faible par rapport aux autres forces, et n'a d'intérêt que par rapport à des objets largement massifs, comme des trous noirs, ou des étoiles (eu éventuellement des planètes).
Mais la force gravitationnelle ne dépend pas de la masse au repos, mais de la masse relativiste d'une particule, qui tient compte de son énergie cinétique. Augmentant donc avec l'énergie de la particule, elle devient comparable aux autres forces atomiques quand l'énergie de la particule atteint l'énergie de Planck.